# Крамаренко Сергій Сергійович (футболіст)
Сергі́й Сергі́йович Крамаре́нко (нар. 27 травня 1946, Гянджа, АзРСР — 25 березня 2008, Москва, Росія) — радянський футболіст, радянський та азербайджанський тренер.

### Кар'єра
Велику частину кар'єри провів у бакинському «Нефтчі» (тоді називався — Нафтовик). Бронзовий призер чемпіонату СРСР 1966. Сергій Сергійович був рекордсменом азербайджанського футболу за кількістю ігор в вищій лізі чемпіонату СРСР — 312 матчів.
Після закінчення кар'єри гравця став футбольним тренером. У червні 2008 а професійний футбольний клуб «Нефтчі» (Баку) заснував нагороду імені Сергія Крамаренка. Нагорода вручається найкращому воротареві чемпіонату Азербайджану (найкращий воротар буде визначатися в кінці сезону, за підсумками опитування серед фахівців і журналістів).
Його син Дмитро Крамаренко — також футбольний воротар.